# سید حسین حسینی شیرازی
سید حسین حسینی شیرازی (زاده ۱۳۴۹) روحانی، مجتهد شیعه و استاد درس خارج فقه و اصول حوزهٔ علمیهٔ قم، فرزند و رئیس دفتر سید صادق شیرازی از مراجع تقلید ساکن شهر قم است.

## سخنرانی علیه ولایت مطلقه فقیه
وی در آذر ماه ۱۳۹۶ در سخنرانی خود در شهر قم نسبت به نظام جمهوری اسلامی ایران انتقادات شدیدی ابراز داشت، و در ادامه ولایت مطلقه فقیه را به سخن فرعون مبنی بر خدا بودن خود تشبیه کرد، محسن کدیور این سخنرانی را بی‌سابقه خواند و گفت دانش فقه او «اگر از رهبر جمهوری اسلامی بیشتر نباشد کمتر نیست».

## بازداشت و دستگیری
در تاریخ ۱۵ اسفند ۱۳۹۶ خودرو امنیتی با محاصره خودروی سید صادق شیرازی ضمن توهین به وی اقدام به ضرب و شتم فرزند او کردند و سید حسین شیرازی را بازداشت کردند و به زندان بردند. این اتفاق در خیابان انقلاب شهر قم، رخ داد.

## آزادی
وی پس از ۱۳ روز بازداشت توسط دادگاه ویژه روحانیت در تاریخ ۲۷ اسفند سال ۱۳۹۶ آزاد شد.

## منع خروج از کشور
به گفته یک منبع مطلع، این روحانی منتقد هنگامی که در آستانه ماه محرم و برای فعالیت‌های تبلیغی خود راهی کویت بود، در فرودگاه امام خمینی تهران از سفر منع و گذرنامه‌اش ضبط شد.
این اتفاق بدون هیچ توضیحی از جانب مامور ضبط گذرنامه اتفاق افتاد.